# José Rivero

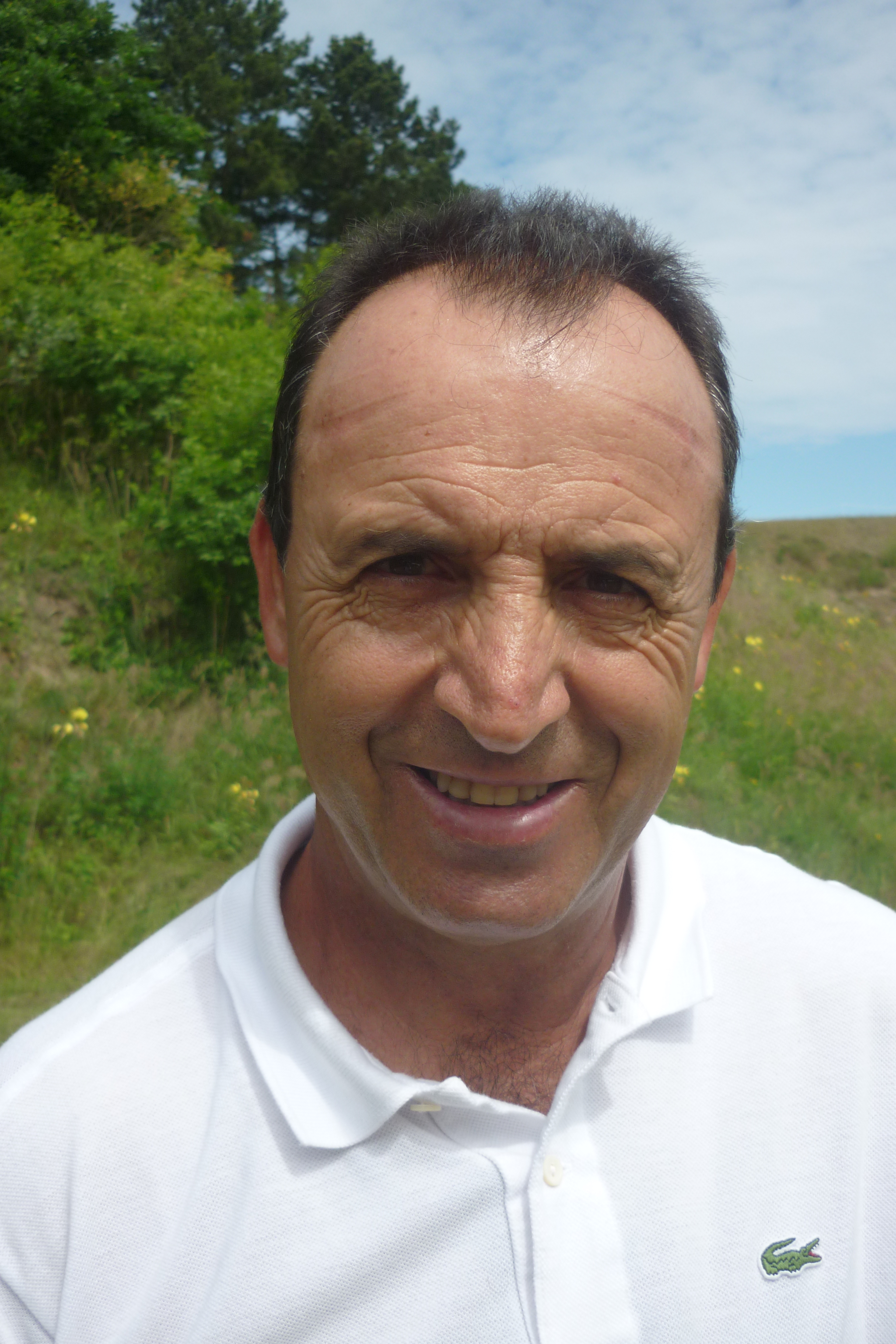
Dutch Senior Open 2010

José Rivero (Madrid, 20 september 1955) is een Spaans golfprofessional.

## Loopbaan
Rivero werkte zich op van caddie tot beroemde speler. Voor zijn land won hij tweemaal de Ryder Cup en eenmaal de World Cup.
Op 18-jarige leeftijd werd hij professional, in 1983 kwam hij op de Europese Tour en in 2005 stapte hij over naar de Senior Tour. In zijn rookiejaar speelde hij slechts vier toernooien maar eindigde in ieder toernooi in de top-6. In 2006 won hij het Senior Open in Barbados.

### Gewonnen

#### Spanje
- 1998: Oki APG

#### Europese Tour
- 1984: Lawrence Batley International Golf Classic
- 1987: Open de France  op de Golf de Saint-Cloud
- 1988: Monte Carlo Open
- 1992: Open Catalonia

#### Europese Senior Tour
- 2006: DGM Barbados Open, Wales Seniors Open
- 2007: Scottish Senior Open

### Teams
- Ryder Cup: 1985 (winnaars), 1987 (winnaars)
- Alfred Dunhill Cup: 1986, 1987, 1988, 1989, 1990, 1991, 1992, 1993, 1994, 1995
- World Cup: 1984 (winnaars, met José Maria Cañizares), 1987, 1988, 1990, 1991, 1992, 1993, 1994
- Four Tours World Championship:1988
- Hennessy Cognac Cup: 1984